# جیمز مگنوسن
جیمز مگنوسن (به انگلیسی: James Magnussen) (زادهٔ ۱۱ آوریل ۱۹۹۱) شناگر اهل استرالیا است.